# コーディチェ・カタスターレ
コーディチェ・カタスターレ（伊: codice catastale） または コーディチェ・カタスト（codice catasto）は、イタリアの基礎自治体（コムーネ）を識別するためのコード。イタリア国民に付与されるコーディチェ・フィスカーレ（個人納税者番号）の一部分で、国民がどのコムーネで出生したかを示す。「出生地コード」と日本語訳されることもある。
コーディチェ・カタスターレは、イタリアのコムーネの名称を略形式で表現可能な様に設定された。その処理は、それぞれのコムーネのコードを、可能な限り最小の文字数内で収めるように縮約し圧縮したものである。
したがって、最初の文字はアルファベットで、残り3文字は数字の4つの文字に制限される。この4つの文字は、コーディチェ・フィスカーレの12桁〜15桁目となる。